# Greta Van Fleet
I Greta Van Fleet sono un gruppo musicale rock statunitense formatosi nel 2012 a Frankenmuth, nel Michigan.
Il gruppo è formato dai tre fratelli Josh (voce), Jake (chitarra) e Sam (basso) Kiszka e da Danny Wagner (batteria). Nel 2019 hanno vinto il Grammy Award al miglior album rock per il doppio EP From the Fires.

## Storia del gruppo

### Primi anni (2012-2015)
Il gruppo si è formato nel 2012 a Frankenmuth, Michigan, grazie ai tre fratelli Kiszka ed a Kyle Hauck. Il nome del gruppo è basato su quello di una donna di Frankenmuth, Greta Van Fleet. Prima che Hauck lasciasse il gruppo nell'ottobre 2013 e venisse rimpiazzato da Daniel Wagner nello stesso anno, il gruppo ha registrato e pubblicato tre brani: Highway Tune, Cloud Train e Standing On; quest'ultima, nel 2014, viene usata per pubblicità di Chevy Equinox nell'area di Detroit.
Nonostante il discreto successo della canzone, successivamente ne viene resa nota la cancellazione dal mercato discografico insieme a Cloud Train.

### Black Smoke RisingeFrom the Fires(2016-2017)
Il gruppo decide di puntare così su Highway Tune che, nel gennaio 2016, viene utilizzata nella serie televisiva Shameless. Il 18 aprile 2017, dopo la firma con Lava Records, viene pubblicato il videoclip della canzone in esclusiva su Loudwire. Il loro EP di debutto, intitolato Black Smoke Rising, è stato pubblicato il 21 aprile dello stesso anno. Il disco era stato previsto come il primo di tre EP che avrebbero composto il loro primo album una volta completo.
Grazie al successo ottenuto, a maggio sono partiti per una tournée promozionale insieme al gruppo The Struts. Ad ottobre la band ha vinto il Best New Artist ai Loudwire Music Awards. Nello stesso giorno è stato annunciato che il doppio EP, composto da otto tracce ed intitolato From the Fires sarebbe stato pubblicato il 10 novembre. In concomitanza, è stato pubblicato anche il secondo singolo ufficiale, Safari Song.

### Anthem of the Peaceful Army(2018-2019)
Nonostante la preannunciata trilogia di EP, dopo l'uscita di From the Fires il gruppo ha dichiarato di essere al lavoro sul primo album ufficiale. Il 26 luglio hanno pubblicato il primo singolo denominato When the Curtain Falls. Il 6 settembre 2018, tramite l'account Twitter della band, sono stati annunciati il titolo, la scaletta e la copertina dell'album. Il 19 ottobre seguente viene pubblicato Anthem of the Peaceful Army a cui è seguito un tour mondiale.
Nel febbraio 2019 il gruppo ha ricevuto il Grammy Award al miglior album rock per From the Fires e ha ottenuto tre candidature nelle categorie Miglior artista esordiente, Miglior interpretazione rock per Highway Tune e Miglior canzone rock per Black Smoke Rising.

### The Battle at Garden's Gate(2020-2021)
Tra ottobre 2020 e febbraio 2021 la band pubblica i singoli My Way, Soon, Age of Machine, Heat Above e Broken Bells. Tutte e quattro le canzoni fanno parte dell'album intitolato The Battle at Garden's Gate, pubblicato il 16 aprile 2021 per la Republic Records.
Nel 2021 e nel 2022 la band tiene un lungo tour dal nome Dreams in Gold, durante il quale esegue dal vivo cinque canzoni inedite: Meeting the Master, The Falling Sky, Indigo Streak, Sacred the Thread e Farewell for Now.

### Starcatcher(2023-presente)
Il 5 aprile 2023 la band annuncia attraverso i propri canali social la pubblicazione del singolo Meeting the Master, immesso sul mercato il 7 aprile. In concomitanza con l'uscita del singolo, la band comunica il titolo del nuovo album, Starcatcher, che è stato pubblicato il 21 luglio 2023.
Il 19 maggio 2023, sul proprio canale YouTube e su tutte le piattaforme streaming musicali, i Greta Van Fleet hanno pubblicato il secondo singolo estratto dall'album, Sacred the Thread.

## Stili e influenze
Lo stile del gruppo viene descritto come hard rock e blues rock. La band viene spesso paragonata ai Led Zeppelin; a detta di molti esperti, infatti, la voce del cantante Josh Kiszka è paragonabile a quella di Robert Plant, mentre il chitarrista Jake Kiszka si muove imitando lo stile di Jimmy Page.

## Formazione
Attuale
- Joshua Michael Kiszka – voce, chitarra (2012–presente)
- Jacob Thomas Kiszka – chitarra (2012–presente)
- Samuel Francis Kiszka – basso, tastiera (2012–presente)
- Daniel Robert Wagner – batteria (2013–presente)

Ex componenti
- Kyle Hauck – batteria (2012–2013)

## Discografia

### Album in studio
- 2018 – Anthem of the Peaceful Army
- 2021 – The Battle at Garden's Gate
- 2023 – Starcatcher

### EP
- 2017 – Black Smoke Rising
- 2017 – From the Fires

### Singoli
- 2017 – Highway Tune
- 2017 – Safari Song
- 2018 – When the Curtain Falls
- 2018 – You're the One
- 2019 – Lover, Leaver
- 2019 – Always There
- 2020 – My Way, Soon
- 2020 – Age of Machine
- 2021 – Heat Above
- 2021 – Broken Bells
- 2021 – Built By Nations
- 2023 – Meeting the Master
- 2023 – Sacred The Thread
- 2023 – Farewell for Now
- 2023 – The Falling Sky

## Tour
- 2018/2019 – Anthem Tour
- 2022/2023 – Dreams in Gold Tour
- 2023 – Starcatcher World Tour